# Khadija Shaw
Khadija Monifa "Bunny" Shaw (født 31. januar 1997) er en jamaicansk fodboldspiller, der spiller som forsvarer for Girondins de Bordeaux og Jamaica. Hun er pr. 10. marts 2021 topscorer i den franske top fodboldliga for kvinder Division 1 Féminine og har scoret hat-trick i tre kampe i ligaen i 2020-2021 sæsonen.